# SN 2009la
SN 2009la – supernowa typu Ia odkryta 12 listopada 2009 roku w galaktyce NGC 1572. W momencie odkrycia miała maksymalną jasność 15,70m.